# Kapriol

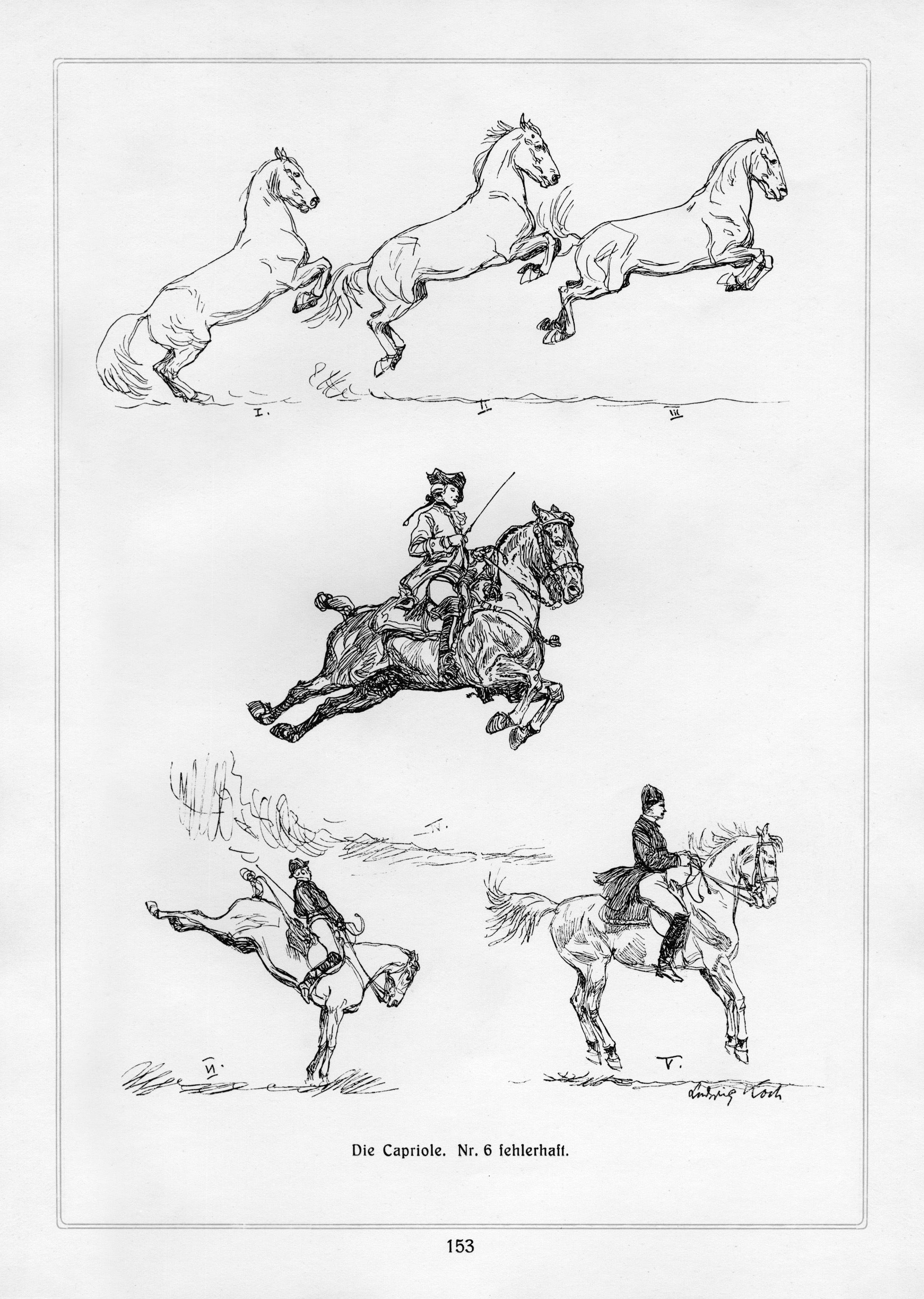
Kapriol av Ludwig Koch

Kapriol, av italienskans capriola som betyder luftsprång eller bocksprång, har två betydelser:
- Kapriol är en rörelse inom klassisk hästdressyr. Kapriol är det svåraste språnget i den så kallade högre skolan inom ridkonsten. Språnget inleds ur piaff, hästen stegras och bakbenen stöter ifrån, varvid hästen lyfts upp i luften. Vid dess högsta punkt (då kroppen är horisontell) görs en kraftig bakåtspark.
Youtube-film av en utförd kapriol

Kapriol användes i äldre tider i strid för att oskadliggöra motståndaren eller hans häst.
- Inom danskonsten är kapriol ett språng, under vilket benen slås samman mot varandra. Även ett kraftfullt språng eller skutt i vissa danser från 1600- och 1700-talen.